# Edwin Rambossek
Edwin Rambossek (* 13. Februar 1943 in Kapfenberg) ist ein ehemaliger österreichischer Politiker (FPÖ). Er war von 1992 bis 2003 Abgeordneter zum Landtag von Niederösterreich.

## Leben
Rambossek besuchte die Volksschule und im Anschluss ein Gymnasium, bevor er an eine Handelsakademie wechselte, die er mit der Matura abschloss. Er studierte in der Folge an der Hochschule für Welthandel in Wien und trat 1961 in die Privatwirtschaft ein, wo er als Leiter des Rechnungswesens arbeitete. 1975 wurde Ramossek Gemeinderat in Perchtoldsdorf, 1990 übernahm er das Amt des geschäftsführenden Gemeinderats, danach war er von 2005 bis 2010 erneut Gemeinderat. Des Weiteren fungierte Rambossek von 1993 bis 2003 als Obmann des Gemeindevertreterverbandes für Freiheitliche und Unabhängige und war vom 15. Dezember 1992 bis zum 24. April 2003 Abgeordneter zum Niederösterreichischen Landtag.

## Auszeichnungen
- 2002: Großes Silbernes Ehrenzeichen für Verdienste um die Republik Österreich[1]
- 2017: Verdienstzeichen für 25-jährige Tätigkeit im niederösterreichischen Feuerlösch- und Rettungswesen als Angehöriger des Roten Kreuzes Ortsstelle Perchtoldsdorf